# شیخ‌علی‌بست
شیخ‌علی‌بست، روستایی است از توابع بخش سنگر شهرستان رشت در استان گیلان ایران.

## جمعیت
این روستا در دهستان اسلام‌آباد قرار دارد و براساس سرشماری مرکز آمار ایران در سال ۱۳۸۵، جمعیت آن ۶۹۶ نفر (۲۲۱خانوار) بوده‌است.